# Mano de obra

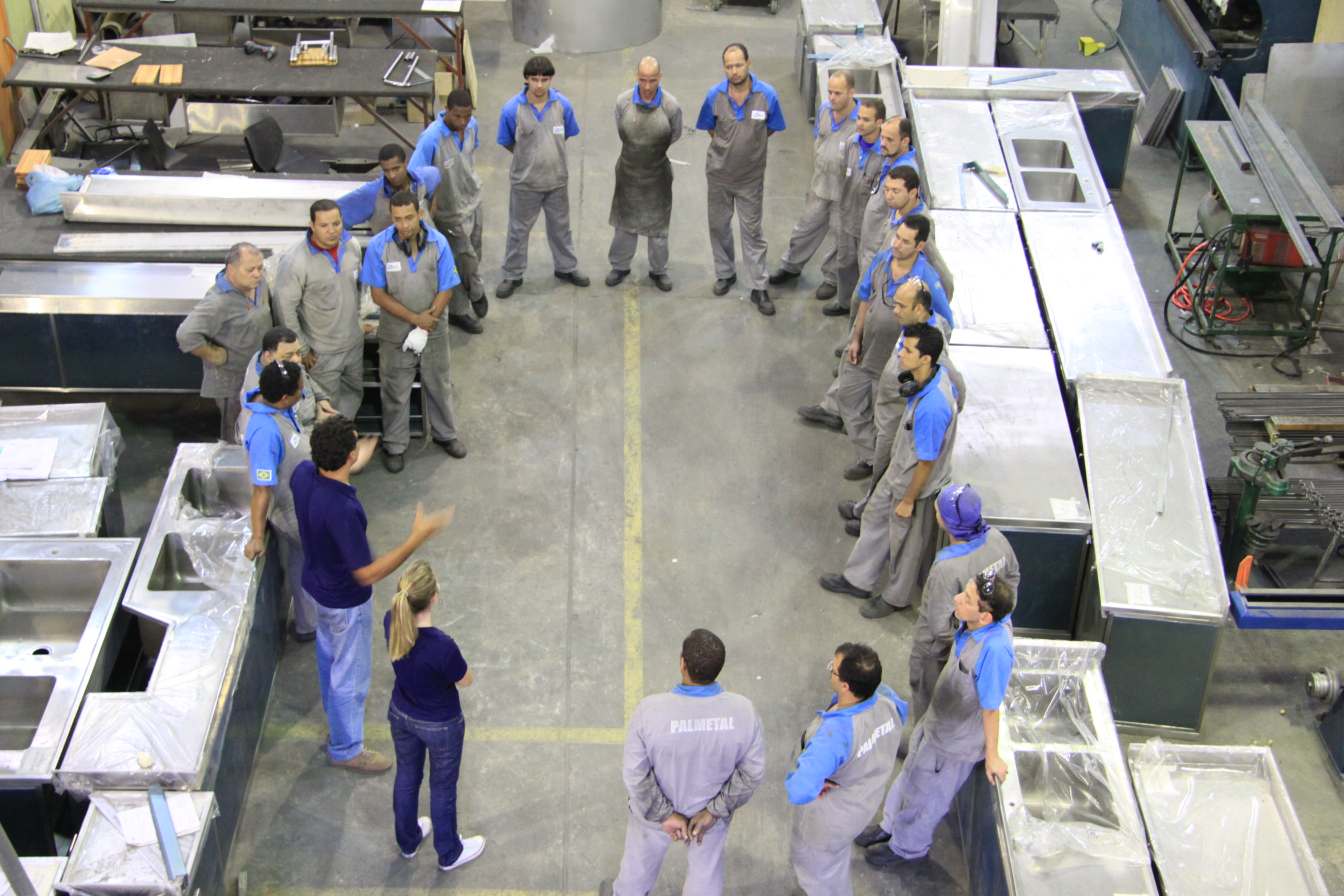
Equipo de trabajo en una acería ubicada en Río de Janeiro, Brasil.

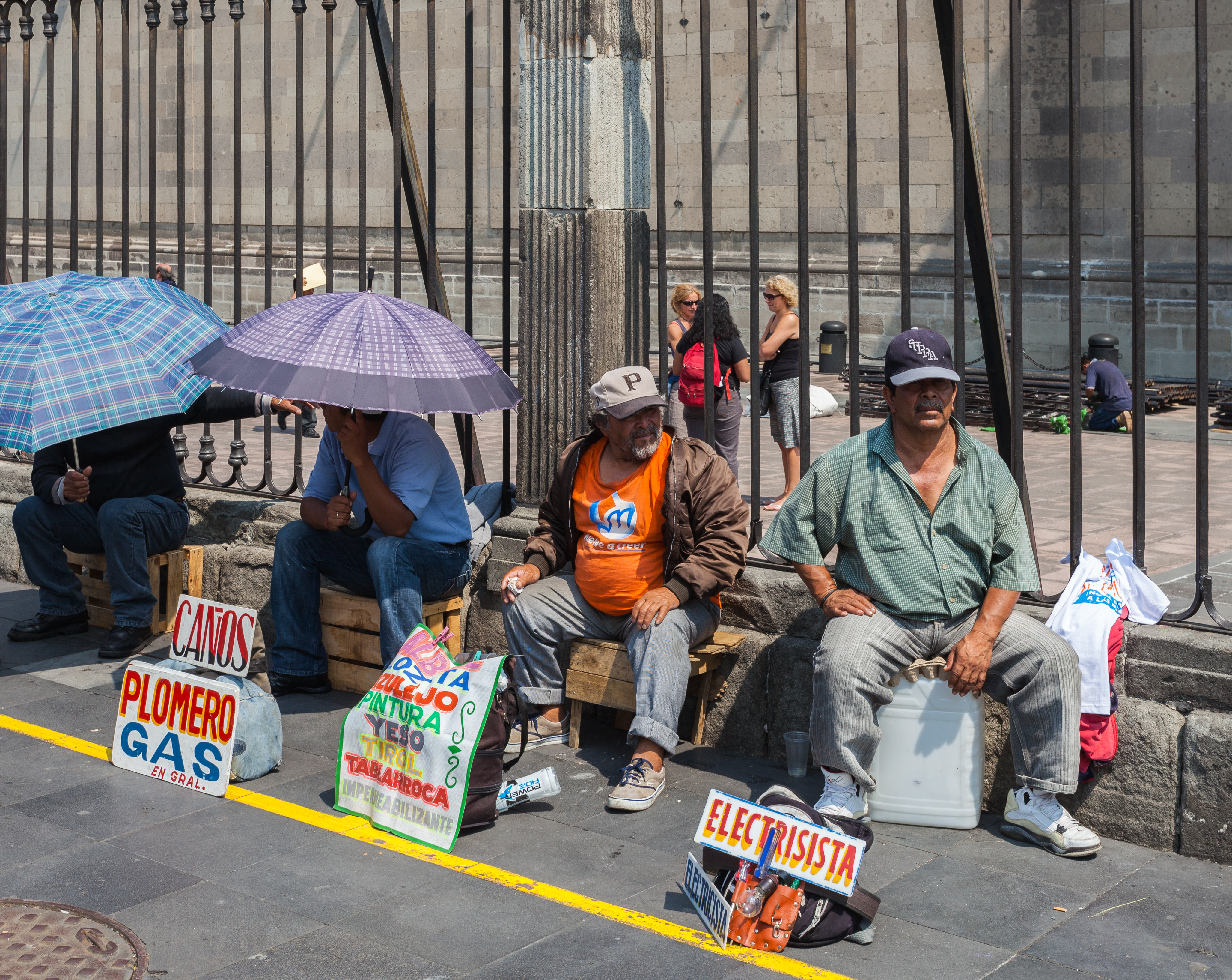
Oferta de mano de obra junto a la Catedral Metropolitana, Ciudad de México, México.

La mano de obra es el esfuerzo físico y mental que emplea un técnico para fabricar, mantener o reparar un bien, en particular una máquina. El concepto también se utiliza para nombrar a la remuneración de este trabajo, es decir, el precio que se le paga al técnico.
Debido a la incoherencia de la expresión «mano de obra», la definición hace referencia a la «obra de mano o de manos», que tiene más sentido si se dice que las obras o trabajos son ejecutados por personas, trabajadores que por su esfuerzo físico y mental fabrican un bien.
La obra de mano puede clasificarse en directa o indirecta. La obra de mano directa es aquella involucrada de forma directa en la fabricación del producto terminado. Se trata de un trabajo que puede asociarse fácilmente al bien en cuestión.
El costo de la mano de obra varía según los países por diversos motivos, entre ellos la cantidad de derechos laborales que reciben los trabajadores.
Por extensión, la «fuerza de trabajo» designa a todos los trabajadores que fabrican y/o construyen en el marco de una fábrica, una empresa, una región o un país determinado. La fuerza de trabajo de un país incluye tanto a las personas empleadas como a las desempleadas (población activa). La tasa de participación en la fuerza de trabajo (LFPR en sus siglas en inglés, o tasa de actividad económica) es la proporción de la población en edad de trabajar de un país que participa activamente en el mercado laboral, ya sea trabajando o buscando trabajo.

## Tipos de mano de obra
- Mano de obra directa: es la mano de obra consumida en las áreas que tienen una relación directa con la producción o la prestación de algún servicio. Es la generada por los y operarios calificados de la empresa.
- Mano de obra indirecta: es la mano de obra consumida en las áreas administrativas de la empresa que sirven de apoyo a la producción y al comercio.
- Mano de obra de gestión: es la mano de obra que corresponde al personal directivo y ejecutivo de la empresa.
- Mano de obra comercial: es la mano de obra generada por el área comercial y constructora de la empresa.

## Trabajo formal e informal
El trabajo formal es cualquier tipo de empleo estructurado y remunerado de manera formal. A diferencia del sector informal de la economía, el trabajo formal dentro de un país contribuye al producto nacional bruto de ese país. El trabajo informal es un trabajo que no llega a tener una disposición formal de acuerdo con la ley o con la costumbre. Puede ser pagado o no y nunca está estructurado o regulado. El empleo formal es más confiable que el informal y generalmente, genera mayores ingresos, mayores beneficios y seguridad, tanto para hombres como para mujeres.

### Trabajo informal
La contribución de los trabajadores informales es inmensa. La mano de obra informal se está expandiendo a nivel mundial, más significativamente en los países en vías de desarrollo. Según un estudio realizado por Jacques Charmes, en el año 2000 el trabajo informal constituía el 57 % del empleo no agrícola, el 40 % del empleo urbano y el 83 % de los nuevos empleos en América Latina. Ese mismo año, el trabajo informal representó el 78 % del empleo no agrícola, el 61 % del empleo urbano y el 93 % de los nuevos empleos en África. Particularmente después de una crisis económica, los trabajadores tienden a pasar del sector formal al informal. Esta tendencia se observó después de la crisis financiera asiática que comenzó en 1997.

### Trabajo informal y género
El género se asocia frecuentemente con el trabajo informal. Las mujeres son empleadas más a menudo de manera informal que formal. El trabajo informal, en general, es una fuente de empleo más grande para las mujeres que para los hombres. Las mujeres frecuentan el sector informal de la economía mediante ocupaciones como trabajadoras a domicilio y vendedoras ambulantes. El Atlas Penguin de Mujeres en el Mundo (The Penguin Atlas of Women in the World) muestra que en la década de 1990, el 81 % de las mujeres en Benín eran vendedoras ambulantes, el 55 % en Guatemala, el 44 % en México, el 33 % en Kenia o el 14 % en la India. En general, el 60 % de las trabajadoras en el mundo en desarrollo están empleadas en el sector informal.
Los porcentajes son del 84 % y 58 % para mujeres en el África subsahariana y América Latina, respectivamente. Los porcentajes de hombres en estas dos áreas del mundo son más bajos, alcanzando el 63 % y el 48 % respectivamente. En Asia, el 65 % de las trabajadoras y el 65 % de los trabajadores masculinos están empleados en el sector informal. A nivel mundial, un gran porcentaje de mujeres que están empleadas formalmente también trabajan en el sector informal entre bastidores. Estas mujeres constituyen la fuerza laboral oculta.
El trabajo formal e informal se puede dividir en las subcategorías de trabajo agrícola y trabajo no agrícola. Martha Chen y otros en su Employment, Gender, and Poverty piensan que estas cuatro categorías de trabajo están estrechamente relacionadas entre sí. La mayor parte del trabajo agrícola es informal, lo que el Atlas Penguin de Mujeres en el Mundo define como no registrado o no estructurado. El trabajo no agrícola también puede ser informal. Según Martha Chen, el trabajo informal representa el 48 % del trabajo no agrícola en el norte de África, el 51 % en América Latina, el 65 % en Asia y el 72 % en el África subsahariana.